# OMX Stockholm 30
OMX Stockholm 30 (OMXS30) este un indice bursier al Bursei de Valori din Stockholm și cuprinde cele mai tranzacționate 30 de companii din Suedia.

## Componente

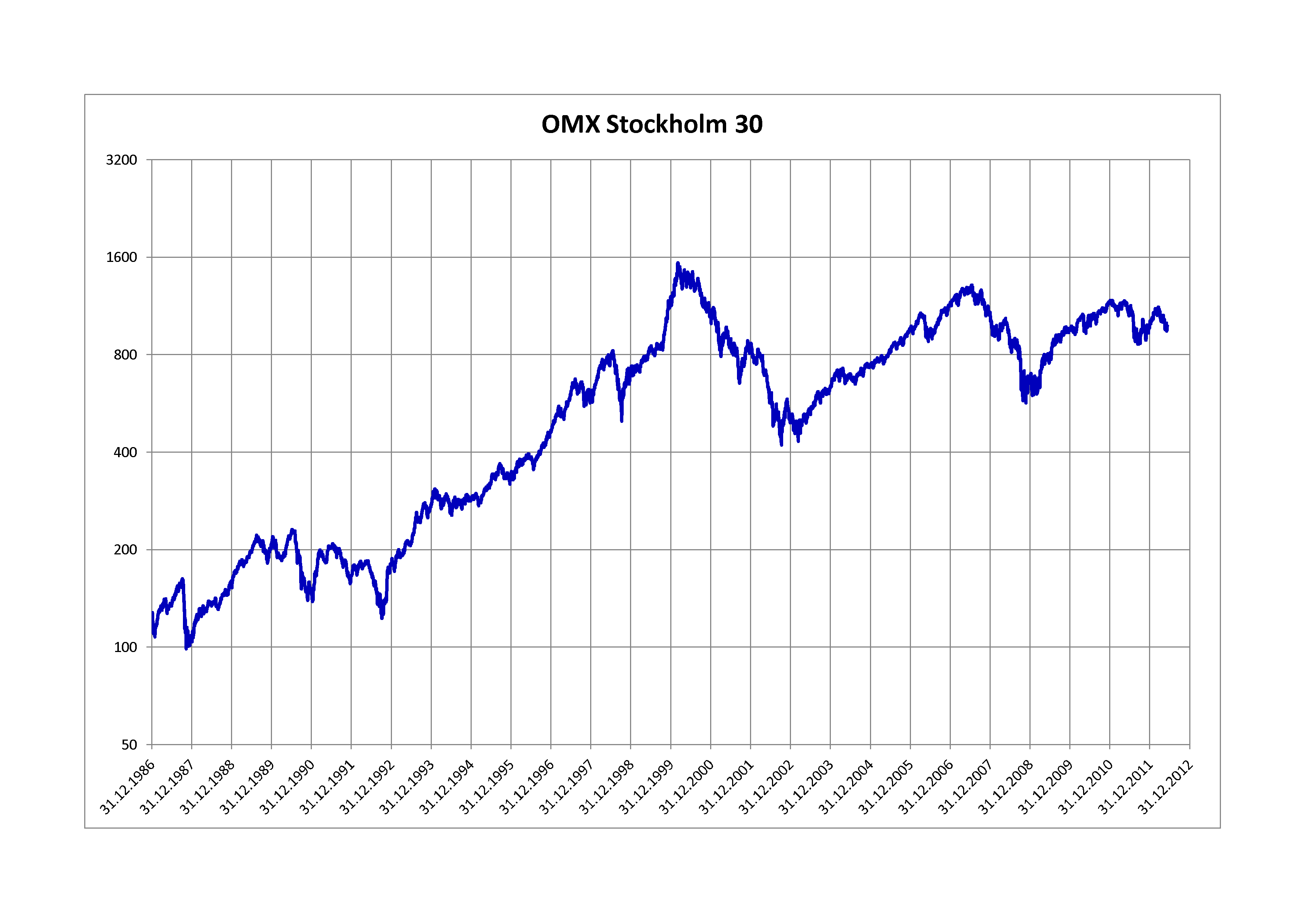
Indexul OMX Stockholm 30 în perioada 1986–2012

| Companie              | Sector de activitate                              | Simbol bursier  | Ponderea în index (%) |
| --------------------- | ------------------------------------------------- | --------------- | --------------------- |
| ABB                   | utilaje industriale                               | OMX: ABB.ST     | 2,97                  |
| Alfa Laval            | utilaje industriale                               | OMX: ALFA.ST    | 1,56                  |
| Assa Abloy            | construcții                                       | OMX: ASSA-B.ST  | 1,87                  |
| AstraZeneca           | produse farmaceutice                              | OMX: AZN.ST     | 4,54                  |
| Atlas Copco (clasa A) | utilaje industriale                               | OMX: ATCO-A.ST  | 3,26                  |
| Atlas Copco (clasa B) | utilaje industriale                               | OMX: ATCO-B.ST  | 1,37                  |
| Boliden               | metale diversificate și minerit                   | OMX: BOL.ST     | 0,80                  |
| Electrolux            | aparate de uz casnic                              | OMX: ELUX-B.ST  | 1,62                  |
| Ericsson              | echipamente de comunicații                        | OMX: ERIC-B.ST  | 11,45                 |
| Getinge               | echipamente medicale                              | OMX: GETI-B.ST  | 1,14                  |
| Hennes & Mauritz      | îmbrăcăminte                                      | OMX: HM-B.ST    | 14,13                 |
| Investor              | holdinguri multisectoriale                        | OMX: INVE-B.ST  | 2,72                  |
| Kinnevik              | holdinguri multisectoriale                        | OMX: KINV-B.ST  | 1,66                  |
| Lundin Petroleum      | petrol și gaze                                    | OMX: LUPE.ST    | 0,95                  |
| Modern Times Group    | radiodifuzare                                     | OMX: MTG-B.ST   | 0,56                  |
| Nokia                 | echipamente de comunicații                        | OMX: NOKI.ST    | 0,26                  |
| Nordea                | bancar                                            | OMX: NDA-SEK.ST | 12,39                 |
| Sandvik               | utilaje industriale                               | OMX: SAND.ST    | 3,41                  |
| SCA                   | produse din hârtie                                | OMX: SCA-B.ST   | 2,44                  |
| SEB                   | bancar                                            | OMX: SEB-A.ST   | 3,70                  |
| Securitas             | servicii comerciale și profesionale diversificate | OMX: SECU-B.ST  | 1,14                  |
| Skanska               | construcții și inginerie                          | OMX: SKA-B.ST   | 1,73                  |
| SKF                   | utilaje industriale                               | OMX: SKF-B.ST   | 1,95                  |
| SSAB                  | oțel                                              | OMX: SSAB-A.ST  | 1,09                  |
| Svenska Handelsbanken | bancar                                            | OMX: SHB-A.ST   | 4,48                  |
| Swedbank              | bancar                                            | OMX: SWED-A.ST  | 1,16                  |
| Swedish Match         | tutun                                             | OMX: SWMA.ST    | 1,58                  |
| Tele2                 | telecomunicații                                   | OMX: TEL2-B.ST  | 1,57                  |
| TeliaSonera           | teleomunicații                                    | OMX: TLSN.ST    | 9,14                  |
| Volvo                 | mașini agricole și de construcții; camioane grele | OMX: VOLV-B.ST  | 3,47                  |